# Nous, les chiens
Pour plus de détails, voir Fiche technique et Distribution.
Nous, les chiens (en coréen 언더독 = Eondeodog; en anglais The Underdog ou A Dog's Courage) est un film sud-coréen de Oh Seong-yun et Lee Chun-Baek, sorti en 2018.

## Fiche technique
- Titre : Nous, les chiens
- Titre original en coréen : 언더독 = Eondeodog
- Réalisation : Oh Seong-yun et Lee Chun-Baek
- Scénario : Oh Seong-yun
- Musique : Lee Ji-soo
- Pays d'origine : Corée du Sud
- Genre : animation et aventure
- Date de sortie : 
  - France : 24 juin 2020

## Distribution
- Do Kyung-soo : Moongchi
- Park So-dam : Bamyi
- Park Cheol-min : Jjangah
- Kimmie Britt : Kelley
- Patrick McAlister : Alex
- Joshua Passmore : Jason
- Danielle Yoshiko Phillips : Annie
- Brianna Roberts : Shirley